# Cordiera sessilis
Cordiera sessilis ist eine Pflanzenart in der Familie der Rötegewächse aus dem mittleren bis nördlichen Brasilien, Bolivien und Paraguay.

## Beschreibung
Cordiera sessilis wächst als immergrüner Strauch oder kleiner Baum bis über 4 Meter hoch.
Die einfachen und kurz gestielten Laubblätter sind gegenständig. Sie sind eiförmig bis verkehrt-eiförmig oder elliptisch, ganzrandig, ledrig, kahl sowie abgerundet bis spitz, bespitzt oder rundspitzig und bis etwa 8–16 Zentimeter lang. Es sind kleine, interpetiolare und spitze Nebenblätter vorhanden.
Cordiera sessilis ist zweihäusig (funktionell) diözisch. Die männlichen, sitzenden Blüten erscheinen in kleineren bis größeren Büscheln zwischen den gegenüberliegenden Blättern und die kurz gestielten weiblichen meist einzeln. Die kleinen und stieltellerförmigen, fünfzähligen, funktionell eingeschlechtlichen Blüten mit doppelter Blütenhülle sind grün-weiß. Der gestutzte, ringförmige und verwachsene Kelch ist nur sehr klein ausgebildet. Die Kronröhre ist grün und die kürzeren, ausladenden Lappen weiß. Die Staubblätter mit länglichen Antheren sind fast sitzend in der Kronröhre angeheftet. In den weiblichen Blüten sind sie steril. Der mehrkammerige Fruchtknoten ist unterständig mit relativ kurzem Griffel mit mehreren, aufrechten Narbenästen. In den männlichen Blüten ist er steril.
Es werden schwarze, glatte, glänzende und rundliche, vielsamige, etwa 1,5–4 Zentimeter große Früchte, Beeren mit runden Kelchresten an der Spitze gebildet. Die beigen, 4–5 Millimeter großen, 10–25 Samen liegen in einer cremig-gelatinösen, dunkelbräunlichen Pulpe. Ähnlich wie bei der Wilden Guave.

## Verwendung
Die süßen Früchte sind essbar.

## Etymologie
Der Gattungsname ehrt den französischen Minera- und Geologen Pierre Louis Antoine Cordier (1777–1861).